# あの頃青春グラフィティ
『あの頃青春グラフィティ』（あのころせいしゅんグラフィティ）は、ミュージックバード制作で全国のコミュニティ放送局で放送されている番組。略称は「あのグラ」である。

## 放送内容
もともとはエフエム世田谷が制作していたが、後にミュージックバードに制作が移った。基本的には、半蔵門FMセンター（エフエム東京本社ビル）スタジオからの生放送。月1回、東京タワー大展望台1F「Club333」からの公開生放送が行われる。2017年9月までは世田谷区三軒茶屋のキャロットタワー内にあるエフエム世田谷のサテライトスタジオ「スタジオキャロット」から、2017年10月から2020年10月までは東京スカイツリータウンスタジオからの公開生放送であった。MUSIC BIRD 127 chの他のワイド番組同様、1時間ごとに飛び乗り・飛び降りが可能となっていて、局によって放送時間が異なる（詳細は後述）。
番組開始の2003年から2023年9月までは、番組のサブタイトルとして「70's connecxions」が付けられており、番組内で流れる曲は、1970年代や1980年代の邦楽が中心であった。2023年10月よりサブタイトルが外れ、番組で流れる曲も1990年代や2000年代の邦楽を含む幅広い年代の楽曲が取り上げられている。
曲の合間にリスナーから届いたメッセージの読み上げやゲスト出演者（不定期出演）とのトークを放送するが、出張公開生中継となる日は出張先に関する特産品（または名産品もしくは名所）や話題などのトークを放送し、観覧したリスナーとの生トークを放送することもある。なお、14時台はラジオ通販番組『快適生活ラジオショッピング』（5分枠）を14時25分から放送するが、当番組では内包扱いとして放送する。なお、一部のネット局は独自編成に差し替えて放送する。また、13時55分と14時55分におすすめ楽曲を紹介するミニ番組『Weekly Recommend』（5分枠）を放送するが、こちらも一部のネット局は独自編成に差し替えて放送する。
当番組では出張公開生放送の「デリバリーグラフィティ」（略称・デリグラ）を不定期に企画し、放送している。また、「デリバリーグラフィティ」企画として放送する時はエンディング前に（合唱コーナーの）「あのグラ合唱団」を放送し、同コーナーで当番組のテーマ曲「白い2白いサンゴ礁」（チェリッシュによるカバー曲）を合唱する。

## ネット局
2024年9月27日時点のネット局一覧は下表を参照（●：フルネット、▲：飛び乗り、△：飛び降り、×：未ネット、終：ネット打ち切り、注：備考参照）。当該ネット局（のある地域）からの公開生放送や地元に関係する出演者が登場する場合は途中飛び乗り・途中飛び降り・非ネットの局であっても、臨時フルネットあるいは臨時ネットする場合がある。
当項では『あのグラ深夜族〜オトナの放課後24時』（あのグラしんやぞくオトナのほうかごにじゅうよじ）（略称・夜グラ）と『Morning Stream』（モーニングストリーム）（当項での略称・モースト）のネット状況も併せて解説するが、『あのグラ深夜族〜オトナの放課後24時』は2024年9月25日の放送をもって終了したため、当項では終了時点でのネット局を紹介する。なお、関連番組の解説は後述とする。
| 都道府県 | 放送地域               | 放送局名（カッコ内は愛称）                       | あのグラ | 夜グラ | モースト | 備考（ネット状況は2024年9月27日時点〈「夜グラ」は番組終了時点〉。番組名は略称を記載）                                       |
| -------- | ---------------------- | ------------------------------------------------ | -------- | ------ | -------- | --- |
| 北海道   | 稚内市                 | エフエムわっかない（エフエムわっぴ〜）           | ●        | ●      | ×        | 「あのグラ」と「夜グラ」は同時ネット。「モースト」は独自編成のため未ネット                                                  |
| 北海道   | 根室市                 | ねむろ市民ラジオ（FMねむろ）                     | ●        | ×      | ×        | 「夜グラ」と「モースト」は非ネット                                                                                          |
| 北海道   | 網走市                 | LIA（FM ABASHIRI）                               | 終       | ●      | ●        | 2019年7月 - 9月に放送した「あのグラ」は14:00飛び乗り（後に打ち切り）。「夜グラ」と「モースト」は同時ネット                  |
| 青森県   | むつ市                 | エフエムむつ（FM AZUR）                          | △        | ●      | ●        | 「あのグラ」は15:00飛び降り、「夜グラ」と「モースト」は同時ネット                                                           |
| 青森県   | 南津軽郡田舎館村       | エフエムジャイゴウェーブ                         | ●        | ●      | ×        | 「あのグラ」と「夜グラ」は同時ネット。「モースト」は独自編成のため未ネット                                                  |
| 青森県   | 五所川原市             | 五所川原エフエム（G.Radio〈ジーラジ〉）          | ●        | 注     | ●        | （2023年4月時点の番組表では「夜グラ」（当時は月曜深夜枠）も同時ネットしていたことを確認することができる）                   |
| 岩手県   | 奥州市                 | 奥州エフエム放送（奥州エフエム）                 | ●        | ×      | ×        | 「夜グラ」と「モースト」は非ネット。「モースト」はUSEN 演歌チャンネルの番組を放送するため未ネット                           |
| 岩手県   | 花巻市                 | えふえむ花巻（FM One）                           | ●        | ●      | ●        | 「あのグラ」・「夜グラ」・「モースト」すべて同時ネット                                                                      |
| 岩手県   | 宮古市                 | 宮古エフエム放送（みやこハーバーラジオ）         | ●        | ●      | ●        | 「あのグラ」・「夜グラ」・「モースト」すべて同時ネット                                                                      |
| 宮城県   | 仙台市                 | エフエムたいはく（FMたいはく）                   | ●        | ●      | ×        | 「あのグラ」と「夜グラ」は同時ネット。深夜から早朝（1:00 - 6:00）は停波を行うため「モースト」は未ネット                     |
| 宮城県   | 名取市                 | エフエムなとり（なとらじ801）                    | ●        | ●      | △        | 「あのグラ」と「夜グラ」は同時ネット。「モースト」は5:30飛び降り（市政情報および健康体操を放送するため）                    |
| 宮城県   | 岩沼市                 | エフエムいわぬま（FMいわぬま）                   | ●        | ●      | ●△-注    | 「あのグラ」と「夜グラ」は同時ネット。「モースト」は5:44飛び降り（火曜・木曜のみ。月曜・水曜・金曜はフルネット）            |
| 秋田県   | 秋田市                 | 秋田コミュニティー放送                           | ▲        | ●      | ×        | 「あのグラ」は15:00飛び乗り、「夜グラ」は同時ネット、「モースト」は独自編成のため未ネット                                   |
| 秋田県   | 鹿角市 ほか            | 鹿角コミュニティFM（鹿角きりたんぽFM）           | ●-注     | ●      | ×        | 「あのグラ」は同時ネットであるが、13:55 - 14:00は独自編成「ヘビーローテーション2」（パワープレイ枠）に差し替え              |
| 秋田県   | 湯沢市                 | エフエムゆーとぴあ（FMゆーとぴあ）               | ●        | 注     | ●        | （「夜グラ」を月曜深夜枠で放送していた時は、同時ネットで放送していたことを公式サイトで確認することができる）                |
| 秋田県   | 大仙市                 | TMO大曲（FMはなび）                              | ●        | ●      | ●        | 「あのグラ」・「夜グラ」・「モースト」すべて同時ネット                                                                      |
| 山形県   | 酒田市                 | 酒田エフエム放送（ハーバーRADIO）                | ×        | ●      | ●        | 「あのグラ」は独自編成のため非ネット。「夜グラ」と「モースト」は同時ネット                                                  |
| 山形県   | 米沢市                 | エフエムNCV おきたまGO!                          | ●        | ×      | ●        | 「あのグラ」と「モースト」は同時ネット。「夜グラ」は非ネット                                                                |
| 山形県   | 長井市                 | エフエムい～じゃん おらんだラジオ                | ▲        | ●      | ●        | 「あのグラ」は14:00飛び乗り、「夜グラ」と「モースト」は同時ネット                                                           |
| 福島県   | いわき市               | いわき市民コミュニティ放送（SEA WAVE FM いわき） | ●        | ●      | ●△-注    | 「あのグラ」と「夜グラ」は同時ネット。「モースト」は火曜・木曜のみフルネット（水曜は5:30、月曜と金曜は5:45飛び降り）        |
| 福島県   | 喜多方市               | 喜多方シティエフエム（FMきたかた）               | ▲        | ×      | ●-注     | 「あのグラ」は15:00飛び乗り、「夜グラ」は非ネット、「モースト」は月曜と木曜のみ放送                                         |
| 福島県   | 本宮市                 | Mot.Comもとみや（FM Mot.com）                    | ●        | ×      | ●        | 「夜グラ」は非ネット。「あのグラ」と「モースト」は同時ネット                                                                |
| 福島県   | 須賀川市               | すかがわFM（ULTRA FM）                           | ●-注     | ●      | ×        | 「あのグラ」は同時ネットであるが、14:25 - 14:30は独自編成「暮らしの中の気象台」に差し替え。「夜グラ」も同時ネット           |
| 茨城県   | 鹿嶋市                 | エフエムかしま市民放送（FMかしま）               | ●        | ●      | ×        | 「あのグラ」と「夜グラ」は同時ネット。「モースト」は未ネット                                                                |
| 茨城県   | 高萩市                 | たかはぎFM                                       | △        | ×      | ×        | 「あのグラ」は15:00飛び降り、「夜グラ」と「モースト」は未ネット                                                             |
| 群馬県   | 太田市                 | おおたコミュニティ放送（FM太郎）                 | ▲        | ●      | ×        | 「あのグラ」は15:00飛び乗り、「夜グラ」は同時ネット、「モースト」はUSENの番組を放送するため未ネット                         |
| 群馬県   | 佐波郡玉村町           | エフエム玉村（ラヂオななみ）                     | ●        | ●      | ●        | 「あのグラ」・「夜グラ」・「モースト」すべて同時ネット                                                                      |
| 群馬県   | 沼田市                 | 沼田エフエム放送（FM OZE）                       | ▲        | ●      | ●        | 「あのグラ」は15:00飛び乗り、「夜グラ」と「モースト」は同時ネット                                                           |
| 群馬県   | 伊勢崎市               | いせさきFM放送（いせさきFM）                     | ●        | ×      | ●        | 「あのグラ」と「モースト」は同時ネット。「夜グラ」は未ネット                                                                |
| 埼玉県   | 入間市                 | エフエム茶笛（FMチャッピー）                     | ▲△-注    | ●      | ●        | 「あのグラ」は14時台のみ放送。「夜グラ」と「モースト」は同時ネット                                                          |
| 千葉県   | 成田市                 | 国際ラジオ放送（Radio NARITA）                   | ●        | ×      | ●        | 「夜グラ」は非ネット。「あのグラ」と「モースト」は同時ネット                                                                |
| 千葉県   | 木更津市               | かずさエフエム                                   | ●        | ●      | ×        | 「あのグラ」と「夜グラ」は同時ネット。「モースト」は独自編成のため未ネット                                                  |
| 東京都   | 世田谷区               | エフエム世田谷                                   | ●        | ×      | ×        | 「あのグラ」の元製作局。「あのグラ」のみ同時ネットで放送                                                                    |
| 東京都   | 調布市                 | 調布エフエム放送（調布FM）                       | ●        | ×      | ●        | 「あのグラ」と「モースト」は同時ネット。「夜グラ」は未ネット                                                                |
| 神奈川県 | 横浜市戸塚区           | エフエム戸塚（FM TOTSUKA）                       | ●-注     | ●      | ●        | 「あのグラ」は同時ネットであるが、13:55 - 14:00と14:55 - 15:00は独自編成（戸塚防犯・防災インフォメーション）に差し替え      |
| 新潟県   | 上越市                 | エフエム上越（FM-J）                             | ●        | ●      | ●        | 「あのグラ」・「夜グラ」・「モースト」すべて同時ネット                                                                      |
| 新潟県   | 南魚沼市               | エフエム雪国（FMゆきぐに）                       | ●        | ●      | ×        | 「あのグラ」と「夜グラ」は同時ネット。「モースト」は独自編成のため未ネット                                                  |
| 新潟県   | 新潟市                 | エフエム新津（ラジオ・チャット）                 | ●        | ●      | ●        | 「あのグラ」・「夜グラ」・「モースト」すべて同時ネット                                                                      |
| 新潟県   | 柏崎市                 | 柏崎コミュニティ放送（FMピッカラ）               | ●        | ●      | ●        | 「あのグラ」・「夜グラ」・「モースト」すべて同時ネット                                                                      |
| 新潟県   | 新発田市               | エフエムしばた（RADIO AGATT）                    | ●        | ▲      | ●        | 「夜グラ」は0:30飛び乗り、「あのグラ」と「モースト」は同時ネット                                                            |
| 新潟県   | 十日町市               | エフエムとおかまち（FMとおかまち）               | ●        | ●      | ×        | 「あのグラ」と「夜グラ」は同時ネット。「モースト」は独自編成のため未ネット（2021年1月時点）                                 |
| 新潟県   | 妙高市                 | 上越ケーブルビジョン（FMみょうこう）             | ●-注     | ×      | ×        | 「あのグラ」は同時ネットであるが、13:55 - 14:00と14:55 - 15:00は独自編成（AIアナウンサーみらいの天気予報）に差し替え        |
| 富山県   | 砺波市                 | エフエムとなみ                                   | ▲        | ●      | ●        | 「あのグラ」は15:00飛び乗り、「夜グラ」と「モースト」は同時ネット                                                           |
| 富山県   | 高岡市                 | ラジオたかおか                                   | ●        | ●      | ●        | 「あのグラ」・「夜グラ」・「モースト」すべて同時ネット                                                                      |
| 石川県   | 小松市                 | ラジオこまつ                                     | ●        | ×      | ×        | 深夜から早朝（0:00 - 6:00）は演歌番組（独自編成）を放送するため「夜グラ」と「モースト」は未ネット                           |
| 石川県   | 七尾市                 | ラジオななお                                     | ●-注     | ×      | ×        | 「あのグラ」は同時ネットであるが、13:55 - 14:00は独自編成（今月の注目曲）に差し替え                                         |
| 福井県   | 福井市                 | 福井街角放送（Radioあいらんど）                  | ●        | ×      | ×        | 「あのグラ」は同時ネット。深夜から早朝（0:00 - 6:00）は1950年代の洋楽ヒット曲を放送する番組を編成（独自編成）するため休止   |
| 山梨県   | 甲府市                 | エフエム甲府（FM甲府）                           | ▲        | ●      | ●        | 「あのグラ」は15:00飛び乗り、「夜グラ」と「モースト」は同時ネット                                                           |
| 山梨県   | 富士吉田市             | エフエム富士五湖（エフエムふじごこ）             | ▲        | ●      | ●-注     | 「あのグラ」は14:00飛び乗り、「夜グラ」は同時ネット、「モースト」は月曜 - 木曜のみ放送（金曜は独自編成に差替え）            |
| 山梨県   | 南都留郡富士河口湖町   | エフエムふじやま（FMふじやま）                   | ▲        | ×      | ●        | 「あのグラ」は14:00飛び乗り、「モースト」は同時ネット、「夜グラ」は独自編成のため未ネット                                   |
| 長野県   | 諏訪市                 | エルシーブイ（エルシーブイFM769）                | ●        | ●      | ●        | 「あのグラ」・「夜グラ」・「モースト」すべて同時ネット                                                                      |
| 長野県   | 安曇野市               | あづみ野エフエム放送（あづみ野エフエム）         | ●-注     | ●      | ×        | 「あのグラ」は同時ネットであるが、13:55 - 14:00は独自編成（Relaxing Sounds Azumino FM）に差し替え                           |
| 長野県   | 佐久市                 | エフエム佐久平（FMさくだいら）                   | ●        | ●      | ●        | 「あのグラ」・「夜グラ」・「モースト」すべて同時ネット                                                                      |
| 岐阜県   | 多治見市               | エフエムたじみ（FM PiPi）                        | ▲        | ●      | ×        | 「あのグラ」は14:00飛び乗り、「夜グラ」は同時ネット、「モースト」は停波（2:00 - 6:00）のため未ネット                        |
| 静岡県   | 三島市                 | エフエムみしま・かんなみ（ボイスキュー）         | ●        | ●      | ●        | 「あのグラ」・「夜グラ」・「モースト」すべて同時ネット                                                                      |
| 静岡県   | 熱海市                 | エフエム熱海湯河原（Ciao!〈チャオ〉）            | ●        | ●      | ●        | 「あのグラ」・「夜グラ」・「モースト」すべて同時ネット                                                                      |
| 静岡県   | 島田市                 | FM島田（g-sky76.5）                              | ●        | ●      | ●        | 「あのグラ」・「夜グラ」・「モースト」すべて同時ネット（自社製作番組を放送しない時間はミュージックバードの番組を放送）      |
| 静岡県   | 御殿場市               | エフエム御殿場（富士山GoGoエフエム）             | ●        | ●      | ●-注     | 「あのグラ」と「夜グラ」は同時ネット、「モースト」は月曜 - 水曜と金曜のみ放送（水曜23:00 - 木曜5:50は停波のため放送休止）   |
| 愛知県   | 名古屋市               | MID-FM（MID-FM761）                              | ●-注     | ×      | ●        | 「あのグラ」は同時ネットであるが、13:54 - 14:00は独自編成（Eri’s PickUp）に差し替え                                         |
| 愛知県   | 瀬戸市                 | 尾張東部放送（RADIO SANQ〈ラジオ サンキュー〉）  | ▲        | ×      | ×        | 「あのグラ」は15:00飛び乗り、「夜グラ」と「モースト」は独自編成のため未ネット                                               |
| 三重県   | 四日市市               | CTY-FM                                           | ▲        | ●      | ●        | 「あのグラ」は14:00飛び乗り、「夜グラ」と「モースト」は同時ネット                                                           |
| 三重県   | いなべ市               | いなべFM（いなビー）                             | ●        | ●      | ×        | 「あのグラ」と「夜グラ」は同時ネット。「モースト」は独自編成のため未ネット                                                  |
| 滋賀県   | 草津市 ほか            | えふえむ草津（ロケッツ785）                      | ●        | ●      | ●        | 「あのグラ」・「夜グラ」・「モースト」すべて同時ネット                                                                      |
| 京都府   | 綾部市                 | エフエムあやべ（FMいかる）                       | ●        | ×      | ×        | 「あのグラ」のみ同時ネットで放送（番組表は15:00までとなっているが、15:00 - 16:00に放送する番組は記載していない）            |
| 京都府   | 福知山市               | 京都FM丹波放送（FM丹波）                         | ●        | ×      | ×        | 「あのグラ」のみ同時ネットで放送（他の番組は独自編成のため未ネット〈2017年6月時点〉）                                       |
| 兵庫県   | 三木市 ほか            | エフエム三木（FMみっきい）                       | ●        | ●      | ●        | 「あのグラ」・「夜グラ」・「モースト」すべて同時ネット                                                                      |
| 島根県   | 出雲市                 | エフエムいずも（愛ステーション）                 | ●        | -      | -        | 「あのグラ」は同時ネット（自社製作番組を放送しない時間はミュージックバードの番組を放送）。                                  |
| 岡山県   | 笠岡市                 | エフエムゆめウェーブ                             | ●-注     | ×      | ●        | 「あのグラ」は同時ネットであるが、13:55 - 14:00と14:25 - 14:30と14:55 - 15:00は独自編成に差し替え                           |
| 広島県   | 尾道市                 | 尾道エフエム放送（FMおのみち）                   | ●        | ●      | ●        | 「あのグラ」・「夜グラ」・「モースト」すべて同時ネット                                                                      |
| 広島県   | 廿日市市               | エフエムはつかいち（FMはつかいち）               | ●        | ×      | ●        | 「あのグラ」と「モースト」は同時ネット。「夜グラ」は未ネット                                                                |
| 山口県   | 周南市                 | エフエム周南（しゅうなんエフエム）               | △        | ●      | ●        | 「あのグラ」は13:55飛び降り、「夜グラ」と「モースト」は同時ネット                                                           |
| 山口県   | 下関市                 | コミュニティエフエム下関（COME ON! FM）          | ●        | ●      | ●        | 「あのグラ」・「夜グラ」・「モースト」すべて同時ネット                                                                      |
| 愛媛県   | 今治市                 | 今治コミュニティ放送（FMラジオバリバリ）         | ●-注     | ●      | ●        | 「瀬戸内しまなみ海道スリーデーマーチ」開催日は会場からの生中継を放送するため、「あのグラ」は14:00飛び乗りに変更             |
| 香川県   | 高松市                 | エフエム高松コミュニティ放送（FM815）            | △        | ●      | ●        | 「あのグラ」は15:00飛び降り、「夜グラ」と「モースト」は同時ネット                                                           |
| 香川県   | 坂出市・綾歌郡宇多津町 | エフエム・サン（FM SUN）                         | ●        | ●      | ●        | 「あのグラ」・「夜グラ」・「モースト」すべて同時ネット                                                                      |
| 徳島県   | 徳島市                 | エフエムびさん（B-FM）                           | ●        | ×      | ●        | 「あのグラ」と「モースト」は同時ネット。「夜グラ」は独自編成のため未ネット                                                  |
| 福岡県   | 八女市                 | エフエムやめ（FM八女）                           | ▲        | ●      | ●        | 「あのグラ」は15:00飛び乗り、深夜から早朝（0:00 - 6:00）はミュージックバードの番組を放送。                                  |
| 福岡県   | 大牟田市               | 有明ねっとこむ（FMたんと）                       | ●        | ×      | ●        | 「あのグラ」は同時ネットであるが、13:55 - 14:00と14:55 - 15:00は独自編成（FMたんと防災インフォメーション）に差し替え        |
| 福岡県   | 直方市                 | つなぐほーむ（ちょっくらじお）                   | ●        | ●      | ●        | 「あのグラ」・「夜グラ」・「モースト」すべて同時ネット                                                                      |
| 佐賀県   | 佐賀市                 | コミュニティジャーナル（えびすFM）               | ●        | -      | -        | 「あのグラ」は同時ネットであるが、「夜グラ」と「モースト」のネット有無は公式サイトの番組表に記されていない                  |
| 長崎県   | 諫早市                 | エフエム諫早（レインボーエフエム）               | ●        | ●      | ●        | 「あのグラ」・「夜グラ」・「モースト」すべて同時ネット                                                                      |
| 長崎県   | 佐世保市               | FMさせぼ（はっぴぃ!FM）                          | ●        | ●      | ●        | 「あのグラ」・「夜グラ」・「モースト」すべて同時ネット                                                                      |
| 熊本県   | 熊本市                 | 熊本シティエフエム（FM791）                      | ▲        | ●      | ●△-注    | 「あのグラ」は14:00飛び乗り、「モースト」は火曜・水曜・金曜は5:30飛び降り（月曜と木曜はフルネット）、「夜グラ」は同時ネット |
| 熊本県   | 天草市                 | 天草ケーブルネットワーク（みつばちFM）           | △        | ●      | ×        | 「あのグラ」は15:00飛び降り、「夜グラ」は同時ネット、「モースト」は独自編成のため未ネット                                   |
| 熊本県   | 八代市                 | エフエムやつしろ（かっぱFM）                     | ●        | ●      | ●        | 「あのグラ」・「夜グラ」・「モースト」すべて同時ネット                                                                      |
| 熊本県   | 阿蘇郡小国町           | エフエム小国（Green Pocket）                     | ▲        | ●      | ●        | 「あのグラ」は14:00飛び乗り、「夜グラ」と「モースト」は同時ネット                                                           |
| 大分県   | 佐伯市                 | さいき市民放送（さいきFM）                       | ●        | ●      | ●        | 「あのグラ」・「夜グラ」・「モースト」すべて同時ネット                                                                      |
| 宮崎県   | 宮崎市                 | 宮崎サンシャインエフエム（サンシャインFM）       | ▲        | ●      | ●        | 「あのグラ」は15:00飛び乗り、「夜グラ」と「モースト」は同時ネット                                                           |
| 宮崎県   | 延岡市                 | FMのべおか                                       | ▲△-注    | ●      | ●        | 「あのグラ」は13時台と15時台のみ放送（14時台は独自編成のため未ネット）、「夜グラ」と「モースト」は同時ネット                |
| 宮崎県   | 日向市                 | FMひゅうが                                       | ●-注     | ●      | ●        | 「あのグラ」は同時ネットであるが、14:55 - 15:00は独自編成（天気予報）に差し替え。「夜グラ」と「モースト」は同時ネット       |
| 鹿児島県 | 薩摩川内市             | FMさつませんだい                                 | ●        | ●      | ●        | 「あのグラ」・「夜グラ」・「モースト」すべて同時ネット                                                                      |
| 沖縄県   | 石垣市                 | FMいしがきサンサンラジオ                         | ●        | ●-注   | ●-注     | 「あのグラ」・「夜グラ」・「モースト」すべて同時ネット                                                                      |
| 沖縄県   | 宮古島市               | FMみやこ                                         | ●        | ×      | ●        | 「あのグラ」と「モースト」は同時ネット。「夜グラ」は未ネット                                                                |
| 米国     | ハワイ州               | KZOO                                             | ●-注     | ×      | ×        | 「あのグラ」は同時ネットであるが、時差の関係で現地時間で金曜18:00 - 21:00の放送となる。「夜グラ」と「モースト」は未ネット   |

## 関連番組
- あのグラ・スーパーナイト ラジオ冒険王 週に一度は大人を脱ごう!（あのグラスーパーナイト ラジオぼうけんおう しゅうにいちどはおとなをぬごう）
  - エフエム世田谷制作で、2006年4月14日 - 2008年3月28日に放送していた番組である。放送時間は毎週金曜24:00 - 28:00。メインパーソナリティは大石吾朗・桂竜也・坂井隆夫・宮内鎮雄・梶幹雄が交替で担当していた他、不定期で男性歌手が単発の担当をすることもあった。アシスタントは2006年4月 - 9月が石上貴子。2006年10月 - 2008年3月が小野寺小町[9][10][11]。
- あのグラ深夜族～オトナの放課後24時（あのグラしんやぞくオトナのほうかごにじゅうよじ）
  - ミュージックバード制作で、2022年7月4日 - 2024年9月25日[7][12]に放送した番組である。当初は毎週月曜24:00 - 25:00に放送していたが[PG 2]、2023年7月5日から放送時間を毎週水曜24:00 - 25:00に変更した[PG 3]。担当パーソナリティは岡野美和子とくりやまけーすけであった[PG 3]。当番組も生放送を基本としていたが、編成の都合等で収録放送となったことがあった。なお、深夜枠の略称は「夜グラ」である。
- Morning Stream（モーニングストリーム）
  - ミュージックバード制作で、毎週月曜 - 金曜の5:00 - 5:55に放送する番組である[TT 2]。番組内で流れる曲は、1970年代から1980年代の邦楽であり[TT 2][TT 16]、当番組とほぼ共通する。なお、この番組にはラジオパーソナリティーは出演しないが[TT 33]、「あのグラ」を同時ネットする局（一部の放送局を除く）でも放送する[注 19][TT 58][TT 59]。

## 関連商品
CD
- 『L.O.V.E.』あの頃青春グラフィティ"あの日 あの時 あのメロディ"
  - 2008年2月に発売された4枚組CD-BOXセット。番組の企画としてリスナーから寄せられたリクエストを元にチェリッシュの歌唱によるカバーアルバムとして'60年代～'80年代の楽曲を収録。ボーナストラックに収録された「白い2白いサンゴ礁」は、当番組のテーマ曲として使用されている[13]。